# اسوالدو هورتادو (یازیکن فوتبال)
اسوالدو هورتادو (انگلیسی: Osvaldo Hurtado؛ زادهٔ ۲ نوامبر ۱۹۵۷) بازیکن فوتبال اهل شیلی است.
از باشگاه‌هایی که در آن بازی کرده‌است می‌توان به باشگاه فوتبال کادیس و باشگاه فوتبال رویال شارلوا اشاره کرد.
وی همچنین در تیم ملی فوتبال شیلی بازی کرده‌است.